# Moonlight (Kali Uchis)
Moonlight è un singolo della cantante statunitense Kali Uchis, pubblicato il 23 febbraio 2023 come secondo estratto dal terzo album in studio Red Moon in Venus.

## Video musicale
Il video musicale, diretto da Colin Tilley e Sarah McColgan, è stato reso disponibile attraverso il canale YouTube della cantante il 20 aprile 2023.

## Tracce
Testi e musiche di Karly Loaiza, Magnus August Høiberg, Benjamin Levin e Leon Michels.
Download digitale, streaming – 1ª versione
1. Moonlight – 3:07

Download digitale, streaming – 2ª versione
1. Moonlight (Sped Up Version) – 2:36

## Classifiche
| Classifica (2023) | Posizione massima |
| ----------------- | ----------------- |
| Canada            | 64                |
| Lituania          | 22                |
| Nuova Zelanda     | 26                |
| Portogallo        | 162               |
| Regno Unito       | 95                |
| Stati Uniti       | 80                |

## Date di pubblicazione
| Paese                 | Data             | Formato                      | Versione        | Etichetta | Nota   |
| --------------------- | ---------------- | ---------------------------- | --------------- | --------- | ------ |
| Mondo                 | 23 febbraio 2023 | Download digitale, streaming | Originale       | Geffen    | [ 15 ] |
| Mondo                 | 24 febbraio 2023 | Download digitale, streaming | Sped Up Version | Geffen    | [ 16 ] |
| Italia                | 17 marzo 2023    | Radio                        | Originale       | EMI       | [ 17 ] |
| Stati Uniti d'America | 25 aprile 2023   | Rhythmic contemporary radio  | Originale       | Geffen    | [ 18 ] |